# Вышка (Астраханская область)
Вышка — село в Лиманском районе Астраханской области России, входит в состав Рынковского сельсовета.
Население - 189 (2010)

## История
Предположительно основано во второй половине XIX века. Согласно Списку населённых мест Астраханской губернии в 1859 году на Маячном бугре имелось два двора, проживало 4 души мужского пола. К началу XX века посёлок Вышка стал довольно крупным населённым пунктом. В 1904 году посёлок Вышка относился к Икрянинской волости Астраханского уезда Астраханской губернии, в селе имелось 229 дворов, проживало 1158 жителей.
После установления советской власти организован Вышкинский сельский Совет в составе Четырехбугоринской волости Астраханского уезда. В июле 1925 года Вышкинский сельский Совет был включен в состав Бирючекосинского района Астраханской губернии, в октябре 1927 года включен в Икрянинский район. С 1928 года Икрянинского района Астраханкого межрайона Нижне-Волжского края, с 1934 года — Сталинградского края, с 1937 года — Сталинградской области.
В годы коллективизации организован колхоз «Маяк Социализма».
27 декабря 1943 года село включено в состав Каспийского района Астраханской области. В июне 1954 года в связи с укрупнением сельских Советов области Вышкинский сельсовет был упразднён, село отнесено к Рынко-Вахромеевскому сельсовету.
В январе 1963 года вышкинский колхоз «Маяк социализма» объединен с колхозом «Ленинский путь» с центральной усадьбой в селе Бирючья Коса.

## Физико-географическая характеристика
В начале XX века село располагалось на острове Четырёхбугорном, в северной части Каспийского моря. Впоследствии в связи с отступлением моря, остров стал частью большой земли. В настоящее время село расположено на юго-востоке Лиманского района, в пределах Прикаспийской низменности, являющейся частью Восточно-Европейской равнины, на полуострове Вышкинская Коса, примерно в 1,7 км от Каспийского моря (ильмень Татарская Бороздина). С морем село связано небольшим каналом.
Для рассматриваемой территории характерен ильменно-бугровой ландшафт, представленный урочищами бэровских бугров и межбугровых понижений. Часть территории заболочена. Почвы - лугово-болотные солончаковые и солонцеватые
По автомобильным дорогам расстояние до областного центра города Астрахани составляет 150 км, до районного центра посёлка Лиман - 52 км, до административного центра сельского поселения села Рынок - 7,9 км.
Климат
Климат резко континентальный, характеризуется сухой жаркой весной, засушливым летом, холодной бесснежной и ветреной зимой. Средняя температура воздуха в полдень самого жаркого месяца +29,5 градусов, самого холодного −4,7 градусов по Цельсию. В течение года преобладают восточные ветра. Средняя скорость ветра — 2,9 метров в секунду. Среднегодовое количество осадков — 220 мм.
Часовой пояс
Вышка, как и вся Астраханская область, находится в часовой зоне МСК+1. Смещение применяемого времени относительно UTC составляет +4:00.

## Население
| 1904 | 1914 |
| ---- | ---- |
| 1158 | 1390 |

| 2002 | 2010 |
| ---- | ---- |
| 237  | ↘189 |

## Достопримечательности
В селе находится заброшенный Четырёх-Бугорный (Петровский) маяк.